# 洛克斯普林斯 (密蘇里州)
洛克斯普林斯（英語：Lock Springs）是位於美國密蘇里州戴維斯縣的村。

## 人口
根據2020年美國人口普查的數據，洛克斯普林斯的面積為0.32平方千米，皆為陸地。當地共有人口40人，而人口密度為每平方千米125人。